# Сапун Іван Євгенович
Сапун Іван Євгенович (29 вересня 2000) — український боксер, призер чемпіонатів Європи і чемпіонатів України.

## Аматорська кар'єра

### Чемпіонати України
- Срібний призер чемпіонату України (3): 2021, 2022, 2023

2022 року на молодіжному (до 22 років) чемпіонаті Європи зайняв друге місце.
На чемпіонаті Європи 2022 завоював бронзову медаль.
- В 1/16 фіналу переміг Джорджа Кротті (Англія) — 5-0
- В 1/8 фіналу переміг Андрея Чемеза (Словаччина) — 3-2
- У чвертьфіналі переміг Градуса Крауса (Нідерланди) — 3-2
- У півфіналі програв Альфреду Коммі (Італія) — 0-5